# José María Marchessi y Oleaga
José María Marchessi y Oleaga (també escrit Marchesi o Marquesi) (Madrid, 27 de novembre de 1801 – 23 de maig de 1882) va ser un militar i polític espanyol que va aconseguir el grau de tinent general.
Va ocupar diferents càrrecs d'Estat a Europa i Amèrica, entre altres: director general de Cavalleria, ministre de la Guerra, governador capità general de Puerto Rico, general en cap del Cinquè Exèrcit i president del Consell Suprem de la Guerra. Va exercir algunes missions diplomàtiques de rellevància. Així mateix va escriure diversos llibres i estudis tècnics.

## Biografia
Va néixer a Madrid el 22 de novembre de 1801, segon fill de Luis Marchessi y Parussi, natural de Mòdena (Itàlia), general de brigada i pintor, i de Rita Oleaga y Miqueles, natural de Bilbao.
Als 6 anys, sent el seu pare exempt del Reial Cos de Guàrdies de Corps, va obtenir la gràcia de patge de Carles IV. No obstant això, amb a penes set anys els exèrcits de Napoleó Bonaparte van envair la Península i va haver d'abandonar la Cort amb la seva família. El 13 de juny de 1808 el seu pare va prendre el comandament de deu companyies de tortosins de 200 homes cadascuna per defensar de les tropes napoleòniques el Coll de Balaguer (Tarragona) pel que Marchessi va haver de suportar el setge de la plaça, la seva rendició i la sort de presoner, que després va burlar tota la família aconseguint escapolir-se. Va passar d'allí a València, patint el setge i bombardeig fins a la capitulació de la ciutat.

### Carrera militar
En 1815 va ingressar en classe de distingit de menor edat en la Brigada de Carabiners Reials i, més endavant, l'1 de desembre de 1819, va entrar de cadet al regiment cavalleria de Farnesio, jurant la Constitució Espanyola de 1812 a l'abril de 1820. Amb aquest regiment va assistir a diverses accions de guerra contra les tropes realistes, distingint-se Marchessi en les accions dels pobles de San Pedro i Villaornate, on amb quatre soldats destacats d'un grup de 25, que componien la totalitat de la seva força, es va llançar sobre 90 cavalls enemics acoltellant-los dins del mateix poble fins a posar-los en fugida amb grans pèrdues de morts, ferits i presoners. En els periòdics d'aquell temps es fa esment a aquest fet d'armes, així com a la part activa que va prendre Marchessi en diverses escaramusses contra els capitosts Merino, Cuevillas i altres.
En 1823, va ser destinat al Quart Exèrcit d'Operacions, al comandament del general Pablo Morillo, fins a la capitulació que l'esmentat general va fer amb els realistes i amb els francesos.
Dissolt l'exèrcit constitucional, l'1 d'agost de 1824 va ingressar una altra vegada com a distingit en el regiment de caçadors á cavall de la Guàrdia Real. Destinat á operacions des del moment en què va esclatar la guerra civil (primera guerra carlista), Marchessi va realitzar una sèrie perllongada d'accions de guerra amb les va contribuir al famós concepte que va aconseguir aquest regiment, un dels més braus de la cavalleria espanyola.
El dia 12 de novembre de 1833 es va trobar en l'acció de Cubillos de Perazancos, on es va distingir contra els carlistes als que va fer 63 presoners amb tan sols quatre batidors. Per aquesta acció se li va concedir el grau de tinent coronel.
El 20 de maig 1836, en l'acció d'Ademús, va tenir un assenyalat triomf contra 1.800 infants i 250 cavalls carlistes que li va valer un esment honorífic. En aquesta acció, Marchessi va carregar i va dispersar a tota la cavalleria enemiga amb uns 50 cuirassers, malgrat trobar-se a l'extrem d'un pont d'uns 60 metres i recolzada per la seva infanteria que coronava les altures. Marchessi va rebre en el xoc una llançada per sobre de pit esquerre, que no va posar fi a la seva vida per portar doblegades en la butxaca unes llistes de revista.
El dia 24 de maig de 1837 va acompanyar al general Diego de León en l'acció d'Osca. En la càrrega que va donar la cavalleria, va perdre el cavall que muntava; va prendre un de l'artilleria que també va ser ferit mortalment, i es va veure finalment obligat a muntar el tercer que li va cedir un dels ordenances del general Iribarren. Va ser greument ferit per una bala en el peu esquerre. Va continuar, no obstant això, es va batre la resta de l'acció, col·locant-se al capdavant de les companyies de tiradors de llancers i de part de la de cuirassers; va protegir algun temps al brigadier Van Halen que manava els batallons del regiment de la Guàrdia Reial d'infanteria. Enviat pel general per contenir als carlistes que atropellaven l'ala esquerra, va anar replegant-se fins a unir-se a l'esquadró de cuirassers, amb el qual va donar una càrrega dirigida i manada pel mateix general Iribarren, en la qual aquest últim va ser ferit mortalment. Entre el nodrit foc amb què els carlistes van rebre a l'esquadró, i la confusió en què es van barrejar els uns amb els altres, Marchessi va ser fet presoner per un oficial i cinc llancers carlistes, de les mans dels quals es va salvar pels esforços del cap de cuirassers Gabino Gómez. Impossibilitat Marchessi de seguir lluitant per l'estat de la seva ferida, anava a retirar-se desarmat del camp de batalla, quan es va veure precisat a romandre-hi per contenir la dispersió d'un dels cossos amb només el seu prestigi i la beina del sabre que li quedava. En premi del seu comportament va ser premiat amb la creu de primera classe de l'Orde de Sant Ferran, i el 14 de desembre va obtenir el grau de coronel de cavalleria.
El 15 de juny de 1840, formant part de la divisió del general Manuel Gutiérrez de la Concha y Irigoyen, el seu esquadró va obtenir una assenyalada victòria en els camps d'Olmedilla. Després d'haver forçat les posicions dels batallons carlistes a les ordres del general i sostingut per un altre esquadró de lleugers i dues companyies de caçadors, va emprendre l'enemic la seva retirada per les muntanyes immediates, de difícil accés per a la cavalleria, que podia únicament carregar-los en una petita plana a la qual no era possible arribar sinó donant una gran marrada o precipitant-se des d'una eminència escarpada. Marchessi va optar per aquest últim mitjà, llançant-se pel pendent amb els 80 cavalls que componien el seu esquadró. En arribar a baix van quedar uns 30 per terra; però Marchessi, al capdavant dels altres, va carregar tan intrèpidament de flanc a tres batallons carlistes que es retiraven, que van haver de rendir les armes i lliurar-se, fent-los 1.400 presoners i 200 morts. Marchessi, que va sostenir el combat més de mitja hora, fins que va arribar una altra força, va perdre molts homes i cavalls, i ell mateix va perdre el seu. Per aquest mèrit va ser ascendit a coronel de cavalleria i va obtenir la Creu Llorejada de Sant Ferran de segona classe.
Amb la mateixa divisió, va entrar per Ameskoabarren a Navarra i va tenir una trobada als voltants de Tafalla amb les forces carlistes de Balmaseda, a les quals va carregar de flanc amb els 44 únics llancers útils que li quedaven al seu esquadró obligant als carlistes a abandonar el camp, per la qual cosa va ser recompensat amb el títol de comanador de l'Orde d'Isabel la Catòlica.

### Pronunciament de 1841, condemna a mort i exili
Acabada la guerra civil Primera Guerra Carlista va participar activament en la pronunciament de 1841, una conspiració dels enemics del regent Baldomero Espartero, amb la pretensió, entre d'altres, de treure de palau a la reina Isabel II d'Espanya i a la seva germana Lluïsa Ferranda perquè es reunissin amb la seva mare, Maria Cristina de Borbó-Dues Sicílies, per aquell temps exiliada a França. En la nit del 7 d'octubre de 1841, moment en què es va veure atacat el Palau Reial de Madrid, Marchessi s'hi trobava de cap de parada i, compromès amb els generals Diego de León i Manuel de la Concha, va secundar el pronunciament. El pronunciament fracassà rotundament i Marchessi va haver de fugir. Va ser condemnat a mort i es va veure forçat a emigrar a França, on va romandre dos anys.
Amb el començament del regnat d'Isabel II, al setembre de 1843, va tornar de nou a Espanya. En 1844, sent ja brigadier, va ser nomenat comandant general de la província d'Oviedo i coronel del regiment de cavalleria de la Reina núm. 2.
Nomenat director general de les reials cavallerisses i de l'armeria, el novembre de 1848 li fou concedit la classe de gentilhome de cambra amb exercici. En 1851 va presentar la dimissió del seu càrrec i va ser promogut a l'ocupació de mariscal de Camp.

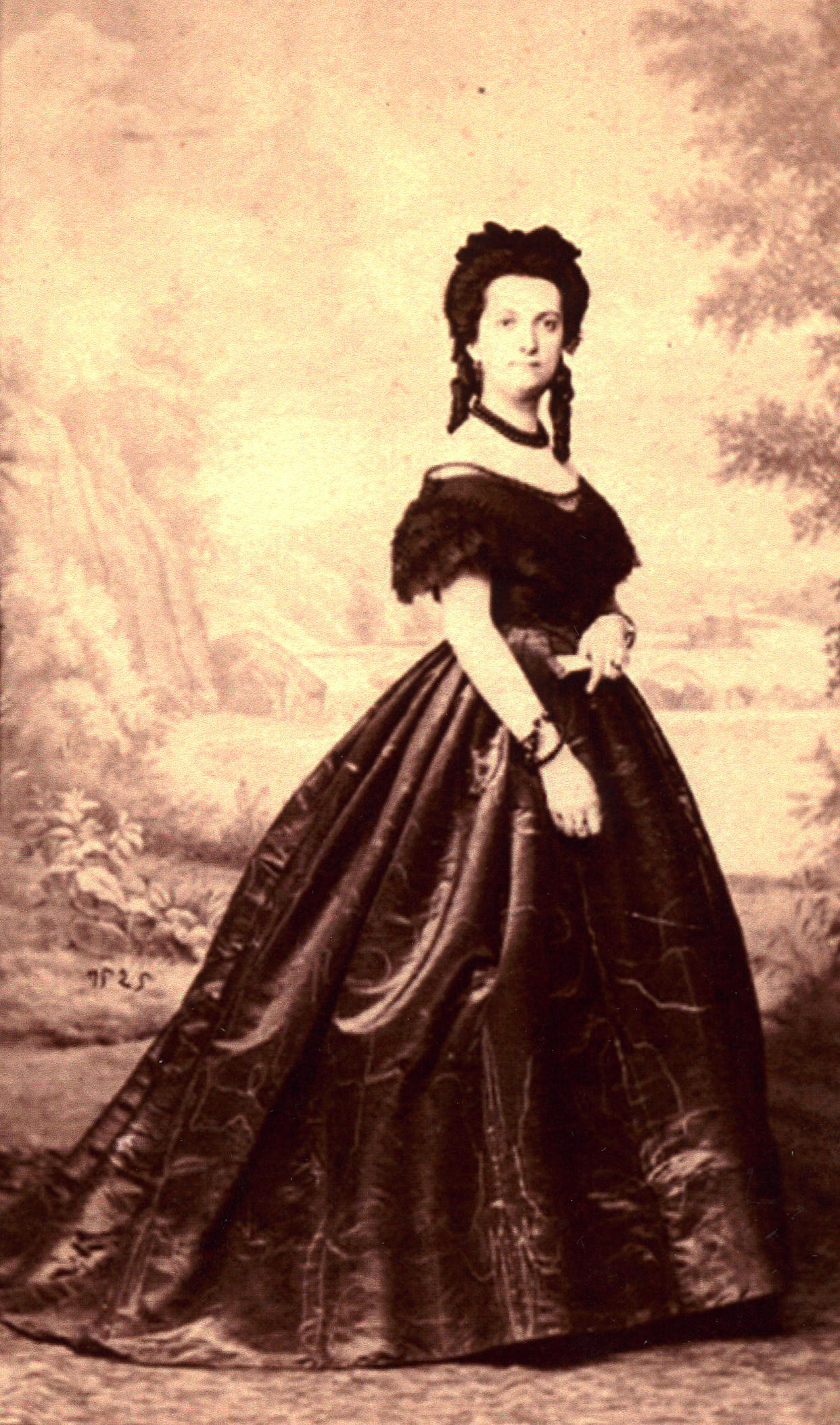
Clementina Butler, segona esposa de José María Marchessi.

En 1852 va ser nomenat sotsinspector de cavalleria de l'exèrcit de l'illa de Cuba. Va tornar a la Península a l'any següent on se'l va destinar de segon cap a la capitania general de Catalunya. En aquesta destinació va exercir el càrrec de governador civil de Barcelona. El 15 d'agost fou nomenat capità general de Navarra i al febrer de l855 provocà el fracàs dels plans de conspiració dels carlistes per apoderar-se de Pamplona i de la seva ciutadella, i al juny, de les partides que havien d'alçar-se, raó per la qual fou premiat amb la gran creu de l'Orde de Carles III. El 29 de novembre de 1858 va ser nomenat Senador Vitalici.
A més del comandament de Navarra, va tenir els d'Aragó i Castella la Nova, el càrrec de governador capità general de les Illes Balears i el comandament de general en cap del 5è exèrcit i districte (País Basc, Navarra i Burgos). Es trobava en aquest últim comandament quan es va haver d'enfrontar a l'alçament carlí del general Ortega.
Va ser nomenat director general de Cavalleria en 1860 i l'1 de març de 1864 ministre de la Guerra al govern d'Alejandro Mon y Menéndez, del partit Moderat. Durant el seu mandat, d'una mica més de sis mesos, va reorganitzar la Infanteria i va proposar i va instituir l'Orde del Mèrit Militar. Va marxar a Amèrica en ser nomenat capità general de Puerto Rico, càrrec en el qual va romandre entre els anys 1865 i 1867.
Des del 8 de gener de 1875 fins al 5 de desembre de 1877 en què va dimitir, va ser president del Consell Suprem de la Guerra i senador per dret propi des de 1877 fins a la seva defunció.

### Activitat diplomàtica, literària i familiar
A Marchessi li van encarregar diferents missions diplomàtiques que van culminar amb èxit, i per això va ser premiat amb diferents títols com el de Cavaller de la Legió d'Honor (Emperador dels Francesos Napoleó III, 4/12/1857), el de Cavaller de l'Orde Imperial de Sant Estanislau de Rússia (Tsar Alexandre II de Rússia, 9/05/1862) o el de Comanador de l'Orde del Lleó Neerlandès (Rei Guillem III dels Països Baixos, 27/04/1858).
Va participar en la redacció de diferents llibres i es van escriure uns altres sota supervisió: La cría caballar en España ó Noticias históricas, estadísticas y descriptivas, acerca de este ramo de riqueza, el Catálogo de la Real Armería, Historia orgánica de las Armas de Infantería y Caballería españolas, Manual de instrucción de caballería para las clases de oficiales de dicha arma, Memoria o Relación sucinta de las innovaciones introducidas en las Reales Caballerizas desde 24 de mayo de 1844 á 31 de diciembre de 1846 i altres.
En 1847 es va casar a Madrid en segones noces amb Clementina Butler, de 17 anys, filla del seu amic Juan Bautista Butler y Keyser, intendent general de l'Exèrcit i de María Rosa de Arias y Gasco. Van tenir quatre fills: Josefa, Francisco, Luis i Eduardo.